# Административно-территориальное деление Верховажского района
Верховажский район — административно-территориальная единица в Вологодской области Российской Федерации. В рамках организации местного самоуправления ему соответствует одноимённое муниципальное образование Верховажский муниципальный район.
Административный центр — село Верховажье.
- Код ОКАТО Вожегодского района — 19 216
- Код ОКТМО Вожегодского муниципального района — 19 616

## Административно-территориальные единицы
Верховажский район в рамках административно-территориального устройства включает 14 сельсоветов:
| №  | Сельсовет         | Соответствующее муниципальное образование |
| -- | ----------------- | ----------------------------------------- |
| 1  | Верхнетерменгский | Чушевицкое СП                             |
| 2  | Верховажский      | Верховажское СП                           |
| 3  | Верховский        | Верховское СП                             |
| 4  | Климушинский      | Нижне-Важское СП                          |
| 5  | Коленгский        | Коленгское СП                             |
| 6  | Липецкий          | Липецкое СП                               |
| 7  | Морозовский       | Морозовское СП                            |
| 8  | Наумовский        | Нижне-Важское СП                          |
| 9  | Нижнекулойский    | Нижнекулойское СП                         |
| 10 | Олюшинский        | Верховское СП                             |
| 11 | Сибирский         | Коленгское СП                             |
| 12 | Терменгский       | Нижне-Важское СП                          |
| 13 | Чушевицкий        | Чушевицкое СП                             |
| 14 | Шелотский         | Шелотское СП                              |

## Муниципальные образования
Муниципальный район, в рамках организации местного самоуправления, делится на 9 муниципальных образований нижнего уровня со статусом сельского поселения:
| Муниципальное образование         | Административный центр | Административно-территориальные единицы (состав по структуре ОКАТО) |
| --------------------------------- | ---------------------- | ------------------------------------------------------------------- |
| Верховажское сельское поселение   | Верховажье             | Верховажский сельсовет                                              |
| Верховское сельское поселение     | Сметанино              | Верховский, Олюшинский сельсоветы                                   |
| Коленгское сельское поселение     | Ногинская              | Коленгский, Сибирский сельсоветы                                    |
| Липецкое сельское поселение       | Леушинская             | Липецкий сельсовет                                                  |
| Морозовское сельское поселение    | Морозово               | Морозовский сельсовет                                               |
| Нижне-Важское сельское поселение  | Наумиха                | Климушинский, Наумовский, Терменгский сельсоветы                    |
| Нижнекулойское сельское поселение | Урусовская             | Нижнекулойский сельсовет                                            |
| Чушевицкое сельское поселение     | Чушевицы               | Верхнетерменгский, Чушевицкий сельсоветы                            |
| Шелотское сельское поселение      | Шелота                 | Шелотский сельсовет                                                 |

### История муниципального устройства
Первоначально к 1 января 2006 года в рамках организации местного самоуправления в составе муниципального района в границах сельсоветов были созданы 14 сельских поселений.
| Муниципальное образование            | Административный центр | Административно-территориальные единицы (состав по структуре ОКАТО) |
| ------------------------------------ | ---------------------- | ------------------------------------------------------------------- |
| Верховажское сельское поселение      | Верховажье             | Верховажский сельсовет                                              |
| Верховское сельское поселение        | Сметанино              | Верховский сельсовет                                                |
| Верхнетерменгское сельское поселение | Великодворская         | Верхнетерменгский сельсовет                                         |
| Климушинское сельское поселение      | Климушино              | Климушинский сельсовет                                              |
| Коленгское сельское поселение        | Ногинская              | Коленгский сельсовет                                                |
| Липецкое сельское поселение          | Леушинская             | Липецкий сельсовет                                                  |
| Морозовское сельское поселение       | Морозово               | Морозовский сельсовет                                               |
| Наумовское сельское поселение        | Наумиха                | Наумовский сельсовет                                                |
| Нижнекулойское сельское поселение    | Урусовская             | Нижнекулойский сельсовет                                            |
| Олюшинское сельское поселение        | Средняя                | Олюшинский сельсовет                                                |
| Сибирское сельское поселение         | Елисеевская            | Сибирский сельсовет                                                 |
| Терменгское сельское поселение       | Куколовская            | Терменгский сельсовет                                               |
| Чушевицкое сельское поселение        | Чушевицы               | Чушевицкий сельсовет                                                |
| Шелотское сельское поселение         | Шелота                 | Шелотский сельсовет                                                 |

Законом от 8 апреля 2009 года было упразднено Верхнетерменгское сельское поселение (включено в Чушевицкое).
| Муниципальное образование         | Административный центр | Административно-территориальные единицы (состав по структуре ОКАТО) |
| --------------------------------- | ---------------------- | ------------------------------------------------------------------- |
| Верховажское сельское поселение   | Верховажье             | Верховажский сельсовет                                              |
| Верховское сельское поселение     | Сметанино              | Верховский сельсовет                                                |
| Климушинское сельское поселение   | Климушино              | Климушинский сельсовет                                              |
| Коленгское сельское поселение     | Ногинская              | Коленгский сельсовет                                                |
| Липецкое сельское поселение       | Леушинская             | Липецкий сельсовет                                                  |
| Морозовское сельское поселение    | Морозово               | Морозовский сельсовет                                               |
| Наумовское сельское поселение     | Наумиха                | Наумовский сельсовет                                                |
| Нижнекулойское сельское поселение | Урусовская             | Нижнекулойский сельсовет                                            |
| Олюшинское сельское поселение     | Средняя                | Олюшинский сельсовет                                                |
| Сибирское сельское поселение      | Елисеевская            | Сибирский сельсовет                                                 |
| Терменгское сельское поселение    | Куколовская            | Терменгский сельсовет                                               |
| Чушевицкое сельское поселение     | Чушевицы               | Чушевицкий, Верхнетерменгский сельсоветы                            |
| Шелотское сельское поселение      | Шелота                 | Шелотский сельсовет                                                 |

Законом от 24 июня 2015 года было упразднено Олюшинское сельское поселение (включено в Верховское) с центром в деревне Сметанино.
Законом от 23 декабря 2015 года были упразднены сельские поселения: Климушинское, Наумовское и Терменгское, объединённые в Нижне-Важское с центром в деревне Наумиха.
| Муниципальное образование         | Административный центр | Административно-территориальные единицы (состав по структуре ОКАТО) |
| --------------------------------- | ---------------------- | ------------------------------------------------------------------- |
| Верховажское сельское поселение   | Верховажье             | Верховажский сельсовет                                              |
| Верховское сельское поселение     | Сметанино              | Верховский, Олюшинский сельсоветы                                   |
| Коленгское сельское поселение     | Ногинская              | Коленгский сельсовет                                                |
| Липецкое сельское поселение       | Леушинская             | Липецкий сельсовет                                                  |
| Морозовское сельское поселение    | Морозово               | Морозовский сельсовет                                               |
| Нижне-Важское сельское поселение  | Наумиха                | Климушинский, Наумовский, Терменгский сельсоветы                    |
| Нижнекулойское сельское поселение | Урусовская             | Нижнекулойский сельсовет                                            |
| Сибирское сельское поселение      | Елисеевская            | Сибирский сельсовет                                                 |
| Чушевицкое сельское поселение     | Чушевицы               | Верхнетерменгский, Чушевицкий сельсоветы                            |
| Шелотское сельское поселение      | Шелота                 | Шелотский сельсовет                                                 |

В апреле 2017 года было упразднено сельское поселение Сибирское (включено в Коленгское с административным центром в деревне Ногинской).